# Paweł Kryszałowicz
Paweł Kryszałowicz (* 23. Juni 1974 in Słupsk) ist ein ehemaliger polnischer Fußballspieler.
Er absolvierte 33 Partien für die polnische Fußballnationalmannschaft und schoss dabei 10 Tore, darunter die ersten vier des 6:0 gegen die Färöische Fußballnationalmannschaft und die ersten beiden gegen die nordirische Fußballnationalmannschaft (je Freundschaftsspiele). Neben zwei Toren in der Qualifikation für die Fußball-Weltmeisterschaft 2002 erzielte er auch ein Tor beim Turnier selbst gegen die US-amerikanische Fußballnationalmannschaft.
Kryszalowicz spielte in Deutschland drei Jahre bei Eintracht Frankfurt (2000 bis 2003) und ein halbes Jahr beim SV Wilhelmshaven (2007). Für die Eintracht spielte er ab Dezember 2000 in der 1. Bundesliga, schoss in 18 Spielen der Abstiegssaison 2000/2001 sieben Tore und bereitete fünf vor. In der Zweitliga-Saison 2001/02 war er mit 15 Toren in 30 Spielen fünftbester Torschütze der 2. Bundesliga und damit auch erfolgreichster Torschütze von Eintracht Frankfurt. In der Aufstiegssaison 2002/2003 gelangen ihm in 23 Spielen nur noch drei Tore und drei Vorlagen, so dass er den Verein trotz des Aufstiegs in die 1. Bundesliga ablösefrei verließ.
Seine erfolgreichste Zeit hatte Kryszalowicz beim polnischen Erstligaverein Amica Wronki, für den er in 202 Spielen 62 Tore erzielte – darunter 40 Tore in der Ekstraklasa – und mit dem er dreimal in Folge den polnischen Pokal (1998–2000) sowie zweimal den polnischen Superpokal (1998, 1999) gewann. Mit Amica Wronki spielte er auch mehrfach international im Europapokal der Pokalsieger bzw. im UEFA-Pokal, wo er sieben Tore erzielte. Sein erster wie auch letzter Verein war Gryf Słupsk. 